# Anjem Choudary
Anjem Choudary (n. 18 ianuarie 1967, Londra, Anglia, Regatul Unit) este un cunoscut activist politic musulman din Marea Britanie, implicându-se adesea în mișcări de protest radicaliste împotriva autorităților britanice.
A ajutat la fondarea câtorva asociații și grupări, în care a ocupat diferite funcții de-a lungul timpului.
Întrucât toate aceste asociații au manifestat constant o atitudine ostilă la adresa Casei Regale și a autorităților britanice, ele au fost curând interzise.

## Viața personală
Anjem Choudary s-a născut într-o familie de origine pakistaneză stabilită deja în Marea Britanie, în anul 1967.  A urmat cursurile unei facultăți cu profil medical, în cadrul Universității din Southampton, fiind ulterior atras de știința dreptului. După absolvirea facultății de drept, se mută la Londra unde predă limba engleză.  Tot acolo urmează meseria de avocat, devenind președintele Societății Avocaților Musulmani.
Afilierea sa cu liderul Omar Bakri Muhammad și fondarea organizației extremiste Al Muhajiroun îi atrage antipatia autorităților locale, dar și a comunității de musulmani.
În anul 1996, Choudary se căsătorește cu Rubana Akhtar, o tânără de 22 de ani care tocmai se alăturase organizației Al Muhajiroun. Aceasta va deveni ulterior președinte al organizației de femei Al Muhajiroun. Cei doi sunt părinții a patru copii.

## Înființarea Al Muhajiroun
Organizația Al Muhajiroun a fost înființată în anul 1983, la Mecca de către Omar Bakri Muhammad, după sărbătorirea a 59 de ani de la dizolvarea califatului otoman. În anul 1986, guvernul Arabiei Saudite interzice organizația proaspăt înființată de Bakri, îndemnându-l pe acesta să părăsească țara. Bakri se stabilește în Londra în același an și se implică în activitățile organizatiei Hizb ut-Tahrir. La Londra îl va întâlni și pe Anjem Choudary, la o moschee. Choudary este atras de tafsir-ul oferit de Bakri, iar colaborarea și prietenia lor nu întârzie să apară.
Împreună, cei doi vor reafirma proiectul Al Muhajiroun pe teritoriul britanic. Organizația se implică foarte rapid în numeroase mișcări de protest ale comunității de musulmani împotriva sistemului britanic. De exemplu, în anul 2002, Al Muhajiroun organizează un miting în pofida avizului negativ primit din partea Primarului Londrei. Din această cauză, Choudary este adus în sala de judecată în anul 2003, cu acuzația de nerespectare a avizului negativ.
În anii ce au urmat acestui incident, Choudary s-a implicat tot mai mult în activități ostile similare. Guvernul britanic a interzis activitatea organizației Al Muhajiroun în anul 2005, luând în calcul chiar și expulzarea lui Choudary de pe teritoriul Regatului Unit.

## Deportarea lui Choudary
După ce Choudary și-a manifestat public susținerea și respectul pentru cei implicați în atentatul terorist din 2005 din Londra, autoritățile britanice au decis expulzarea lui Choudary din țară. La finele verii anului 2005, Choudary pleacă în Liban unde șederea sa nu este una deloc prelungită. Structuri din cadrul Departamentului General de Securitate al Libanului îl arestează pe Choudary în Beirut.
În aceeași perioadă, Bakri este expulzat și el din Marea Britanie, fiindu-i interzisă întoarcerea. În noiembrie 2005, Choudary este deportat din Liban și revine în Regatul Unit. După revenirea sa pe pământul britanic, Choudary se preocupă de înființarea unei noi organizații care să continue misiunea Al Muhajiroun, fără a deranja însă vizibil autoritățile britanice.
Această nouă organizație, Ahlus Sunna wa l-Jama‘a, funcționează online, prin intermediul unui forum.
Există surse care susțin că accesarea forumului, după primirea aprobării din partea administratorului, oferă o gamă generoasă de discursuri și înregistrări cu Osama bin Laden, Ayman Al-Zawahiri și Omar Bakri Mohammed.

## Islam4UK

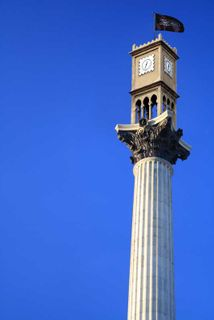
Nelson's Column

În anul 2008, Choudary înființează platforma online Islam4UK, care are ca scop promovarea unui islam superior în rândurile musulmanilor din Marea Britanie în vederea implementării unui sistem shari‘a în Regatul Unit.
Proiectul Islam4UK a atacat constant acțiunile guvernului britanic în Afganistan, în special, și în Irak. În anul 2010, Choudary a propus un marș prin orașul Wootton Bassett, aflat din 2011 sub patronajul Reginei Elisabeta a II-a a Marii Britanii, cunoscut pentru onorariile aduse soldaților britanici decedați în misiunile militare din Afganistan. Choudary și-a propus atunci să arate motivele reale pentru care soldații britanici se întorc acasă morți .
Propunerea lui Choudary a primit numeroase critici inclusiv din partea Prim Ministrului britanic, Gordon Brown, și a fost condamnată de câteva organizații și asociații de musulmani (din partea moderată a acestei comunități). Choudary a anulat marșul în cele din urmă .
Islam4UK a fost interzis în anul 2010, afilierea la această organizație fiind ilegală și pedepsită cu închisoarea .

## Opinii și viziuni
Atitudinea lui Choudary față de atacurile teroriste din Londra, 7 iulie 2005, a fost una de susținere și chiar de respect față de cei care au orchestrat întreaga operațiune. Lucrurile nu au stat diferit nici în cazul atacurilor din septembrie 2001, produse în SUA, ori alte situații similare. Susținerea și promovarea unei linii islamice extremiste a devenit o caracteristică fundamentală a discursului lui Choudary. În plus, se observă o atacare constantă a organizațiilor și asociațiilor de musulmani britanici care păstrează o tendință și o atitudine moderată în cadrul societății britanice. De pildă, Choudary critica poziția fermă a Consiliului Musulmanilor din Marea Britanie de a condamna atacurile teroriste din Londra anului 2005, afirmând că respectivul consiliu "și-a vândut sufletul diavolului"  . În plus, Choudary a învinovățit guvernul britanic pentru atacurile teroriste din 2005.
Choudary este cunoscut în spațiul britanic și pentru numeroasele marșuri și proteste pe care le organizează sau la care ia parte, ajungând, de cele mai multe ori, în arestul poliției. În anul 2006, a fost condamnat și amendat cu 500£.
Convingerile lui Choudary implică implementarea și aplicarea legii Shari'a în Marea Britanie. În plus, acesta susține mișcările și inițiativele de sacrificiu pentru islam, cu scopul de a demonstra superioritatea acestei religii față de oricare alta. În anul 2006, Choudary încerca să ajungă în Franța pentru a protesta împotriva deciziei guvernului francez de a interzice burka . A fost prins însă la Calais, alegându-se cu interdicția de a intra pe teritoriul francez pentru o perioadă nedeterminată.
Choudary este aspru criticat în presa britanică, atât de comunitatea de musulmani britanici, cât și de comunitatea gazdă. A reușit să atragă atenția permanentă a autorităților britanice asupra sa, ca urmare a pozițiilor extremiste exprimate în dezbateri televizate sau în sânul comunității de musulmani. David Cameron spunea despre Choudary că "este unul dintre acei oameni care trebuie privit cu seriozitate în ceea ce privește legalitatea afirmațiilor sale. Cred că ajunge foarte aproape de linia încurajării urii, extremismului și violenței" 